# Angrobia dyeriana
Austropyrgus dyerianus е вид дребно коремоного от семейство Hydrobiidae. Видът е световно застрашен, със статут Уязвим.

## Разпространение
Видът е ендемичен за Австралия.